# Friedrich III. (Liegnitz)

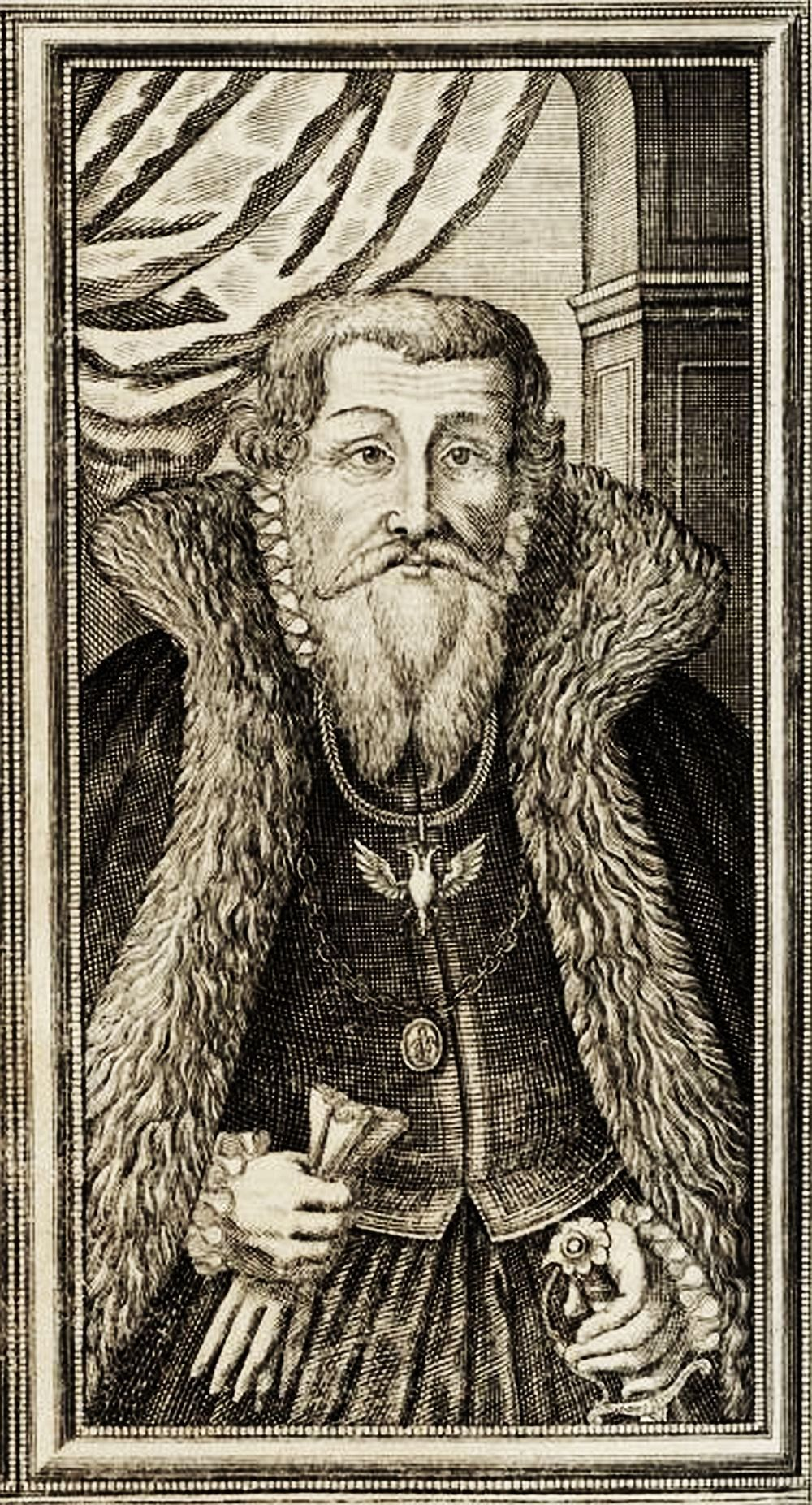
Friedrich III. von Liegnitz. Kupferstich, 1733

Friedrich III. (tschechisch Fridrich III. Lehnický; polnisch Fryderyk III Legnicki; * 22. Februar 1520; † 15. Dezember 1570) war 1545 bis 1547 Herzog von Haynau und von 1547 bis 1551 und 1557 bis 1559 Herzog von Liegnitz. Nach der erstmaligen Absetzung 1551 wurde sein Bruder Georg als Verweser eingesetzt, nach der zweiten Absetzung 1559 übernahm sein Sohn Heinrich XI. die Nachfolge seines Vaters als Herzog von Liegnitz. 

## Herkunft und Familie
Friedrich III. war der Sohn des Liegnitzer Herzogs Friedrich II. aus dessen zweiter Ehe mit Sophie von Brandenburg, einer Tochter des Markgrafen Friedrich II. von Brandenburg. 
Am 3. März 1538 heiratete er in Liegnitz Katharina (* 14. April 1518; † 17. November 1581), eine Tochter des Herzogs Heinrich V. von Mecklenburg. Der Ehe entstammten sechs Kinder:
1. Heinrich XI., ⚭ 1560 Sophie von Brandenburg-Ansbach
2. Sophie (* 15. April 1541; † 7. August 1542)
3. Katharina (* 7. Februar 1542; † 3. September 1569), ⚭ 1563 Herzog Friedrich Kasimir von Teschen
4. Friedrich (* 29. August 1543; † vor 1551)
5. Helena (* März 1545/47; † 16. September 1583), ⚭ 1568 Sigismund II. Kurzbach, Freiherr von Militsch und Trachenberg
6. Friedrich IV. ⚭ 1587 Maria Sidonia († 1587), Tochter des Herzogs Wenzel III. Adam von Teschen

## Leben
Nach dem Tod seines Vaters im Jahre 1547 trat Friedrich III. die Nachfolge in Liegnitz an, während sein jüngerer Bruder Georg Brieg in Besitz nahm. 
Friedrich III. verfügte nicht über die Herrscherfähigkeiten seines Vaters. Mit dem Beginn seiner Regierungszeit schloss er sich der Koalition der rebellierenden protestantischen Fürsten an und ging ein Bündnis mit dem langjährigen Feind der Habsburger, dem französischen König Heinrich II., ein. Seine Absicht, in Goldberg eine Universität zu gründen und dort ein Appellationsgericht (Oberhof) zu installieren, wurde nicht realisiert. Zudem unternahm er abenteuerliche Reisen durch das Reich und ins Ausland. Deshalb wurde er 1551 vom böhmischen Landesherrn Ferdinand I. abgesetzt und sein Bruder Georg II. als Verweser von Liegnitz eingesetzt. Im selben Jahr löste König Ferdinand I. das 1542 von Friedrichs Vater als Pfand erworbene Herzogtum Münsterberg wieder ein.
Nachdem Friedrich III. 1557 seinem Landesherrn Ferdinand I. gehuldigt hatte, setzte ihn dieser wiederum in sein Herzogtum ein. Da Friedrich weiterhin einen leichtfertigen Lebenswandel führte, wurde ihm sein Herzogtum Liegnitz 1559 auf Dauer abgesprochen. Im selben Jahr wurde sein Sohn Heinrich XI. mit dem Herzogtum Liegnitz belehnt, musste allerdings ziemlich demütigende Bedingungen akzeptieren.
Friedrich III., der in dauerndem Gewahrsam gehalten wurde, starb elf Jahre später.